# Annie Dillard
 (mai 2025).
Si vous disposez d'ouvrages ou d'articles de référence ou si vous connaissez des sites web de qualité traitant du thème abordé ici, merci de compléter l'article en donnant les références utiles à sa vérifiabilité et en les liant à la section « Notes et références ».
Annie Dillard, née le 30 avril 1945 à Pittsburgh en Pennsylvanie aux États-Unis, est une romancière, poétesse et essayiste américaine, titulaire du prix Pulitzer de l'essai en 1975 pour son essai Pèlerinage à Tinker Creek. Elle est surtout connue pour ses essais romancés (narrative nonfiction (en)).

## Biographie
Aînée des trois filles de sa famille, elle passe son enfance dans sa ville natale qu'elle racontera dans son autobiographie Une enfance américaine (An American Childhood, 1987) où elle décrit sa mère comme une boule d'énergie non-conformiste, cependant que son père lui apprend divers sujets utiles allant de la plomberie à l'économie, et les subtilités contenues dans le roman Sur la route de Jack Kerouac.
Enfant, elle fréquente l'église presbytérienne, bien que ses parents ne soient pas pratiquants, mais quitte les rangs des fidèles à l'adolescence à cause de l'hypocrisie de ce milieu.
Pendant son adolescence, elle lit sur une grande variété de sujets : la géologie, l'histoire naturelle, l'entomologie, l'épidémiologie, l'histoire de la Seconde Guerre mondiale, ou encore la poésie. Elle prend également des leçons de piano, de dessin et de danse, et collectionne les pierres et les insectes.
Elle fait des études supérieures en littérature et en écriture créative à l'université Hollins, alors nommée le Hollins College, dans l'État de Virginie. Elle épouse son professeur d'écriture, le poète R. H. W. Dillard (en), de huit ans son aîné. En 1968, elle obtient une maîtrise en anglais. Sa thèse a pour sujet l'œuvre de Henry David Thoreau et son rapport avec la nature et la spiritualité. Après l'obtention de son diplôme, elle pratique un temps la peinture à l'huile, tient un journal et publie plusieurs poèmes et nouvelles.
À l'âge de 29 ans, elle remporte le prix Pulitzer de l'essai 1975 avec Pèlerinage à Tinker Creek (Pilgrim at Tinker Creek), publié en 1974. En 1984, Sir Michael Tippett compose une symphonie pour l'Orchestre symphonique de Boston où le texte chanté est tiré de cette œuvre.
Comparés par la critique aux œuvres de Virginia Woolf, de Gerard Manley Hopkins, d'Emily Dickinson, de William Blake ou de John Donne, Annie Dillard a pour auteurs favoris Henry James, Thomas Hardy, Graham Greene, George Eliot et Ernest Hemingway.
Elle obtient une bourse Guggenheim en 1985.
Le 10 septembre 2015, elle reçoit la National Humanities Medal.

## Œuvre

### Romans
- The Living (1992) Publié en français sous le titre Les Vivants, traduit par Brice Matthieussent, Paris, Christian Bourgois éditeur, coll. « Fictives », 1994  (ISBN 2-267-01132-8) ; réédition, Paris, Christian Bourgois éditeur, coll. « Titres » no 111, 2010  (ISBN 978-2-267-02089-2) ; réédition, Paris, Christian Bourgois éditeur, coll. « Titres » no 189, 2017  (ISBN 978-2-267-03004-4)
- The Maytrees (2007) Publié en français sous le titre L'Amour des Maytree, traduit par Pierre-Yves Pétillon, Paris, Christian Bourgois éditeur, 2008  (ISBN 978-2-267-01982-7) ; réédition, Paris, Christian Bourgois éditeur, coll. « Titres » no 185, 2017  (ISBN 978-2-267-03002-0)

### Poésie
- Tickets for a Prayer Wheel (1974)Publié en français sous le titre Billets pour un moulin à prières, traduit par Brice Matthieussent, Genève, éditions Héros-Limite, 2020.  (ISBN 978-2-88955-028-9).

- Mornings Like This: Found Poems (1995)

### Essais romancés
- Pilgrim at Tinker Creek (1974) Publié en français sous le titre Pèlerinage à Tinker Creek, traduit par Pierre Gault, Paris, Christian Bourgois éditeur, coll. « Fictives », 1990  (ISBN 2-267-00851-3) ; réédition, Paris, 10/18, coll. « Domaine étranger » no 2673, 1995  (ISBN 2-264-02072-5) ; réédition, Paris, Christian Bourgois éditeur, coll. « Titres » no 112, 2010  (ISBN 978-2-267-02090-8)
- Holy The Firm (1977)
- Teaching a Stone To Talk (1982) Publié en français sous le titre Apprendre à parler à une pierre, traduit par Béatrice Durandt, Paris, Christian Bourgois éditeur, coll. « Fictives », 1992  (ISBN 2-267-00921-8) ; réédition, Paris, Christian Bourgois éditeur, coll. « Titres » no 186, 2017  (ISBN 978-2-267-03000-6)
- Living By Fiction (1982)
- Encounters with Chinese Writers (1984)
- The Writing Life (1989) Publié en français sous le titre En vivant, en écrivant, traduit par Brice Matthieussent, Paris, Christian Bourgois éditeur, coll. « Fictives », 1996  (ISBN 2-267-01364-9) ; réédition, Paris, Christian Bourgois éditeur, coll. « Titres » no 80, 2008  (ISBN 978-2-267-01990-2) ; réédition, Paris, Christian Bourgois éditeur, coll. « Titres » no 188, 2017  (ISBN 978-2-267-03003-7)
- For the Time Being (1999) Publié en français sous le titre Au présent, traduit par Sabine Porte, Paris, Christian Bourgois éditeur, 2001  (ISBN 2-267-01565-X)
- Give It All, Give It Now (2009)
- The Abundance: Narrative Essays Old & New (2016)

### Autobiographie
- An American Childhood (1987) Publié en français sous le titre Une enfance américaine, traduit par Claude Grimal et Marie-Claude Chenour, Paris, Christian Bourgois éditeur, coll. « Fictives », 1990  (ISBN 2-267-00852-1) ; réédition, Paris, Christian Bourgois éditeur, coll. « Titres » no 187, 2017  (ISBN 978-2-267-02999-4)

### Anthologie publiée en France
- Lumières, traduit par Michel Gresset et Gérard Petiot, Paris, Christian Bourgois éditeur, coll. « Fictives », 1994  (ISBN 2-267-00940-4)